# Robert Krijger
Robert (Rob) Krijger (Purwakarta, 31 januari 1932 – Voorschoten, 27 november 2024) was een vlagofficier in de Koninklijke  Marine. Van 1982 tot 1987 was hij Commandant Zeemacht Nederland in de rang van viceadmiraal.

## Jeugd
Rob Krijger werd in 1932  in voormalig Nederlands-Indië geboren in Purwakarta op Java. Van 2 augustus 1938 tot 3 december 1941 zat hij op de lagere school in achtereenvolgens Batavia (Java) en Buitenzorg.  
Gedurende de Tweede Wereldoorlog werd hij door de Japanse bezetters van 16 december 1942 tot 2 december 1945 in verschillende interneringskampen geplaatst: Bandoeng (Kareës), Tjihapit (15de Bataljon), Tjimahi; (Baros), Batavia (Kramat).
Begin 1946 werd hij naar Nederland gerepatrieerd. Woonachtig in Aerdenhout volgde hij tot 1952 de HBS-B op het Kennemer Lyceum te Overveen. Op 25 juli 1959 trad hij in het huwelijk met Jeanine Oud met wie hij later twee kinderen kreeg. 

## Loopbaan
Van 1952 tot 1955 volgde hij de opleiding tot officier bij het Koninklijk Instituut voor de Marine te Den Helder. Van 1954 tot 1955 was hij President van de Senaat van het Korps Adelborsten. Na zijn benoeming tot officier op 16 augustus 1955, volgden met korte onderbrekingen voor specialistische opleidingen aan de wal, (o.a.: navigatie, gevechtsinformatie, vliegtuigdirectie en stafschool) hoofdzakelijk varende plaatsingen in Nederland en Nederlands-Nieuw-Guinea (1956/57), aan boord van jagers, fregatten, kruisers en het vliegkampschip Hr. Ms. Karel Doorman.
In 1966 werd hij anderhalf jaar geplaatst bij de afdeling Nieuwbouw Schepen van de directie Materieel KM te 's-Gravenhage. Na een vaarperiode volgde van 1970 tot en met 1973 een plaatsing bij de afdeling Officieren van de directie Personeel KM van het ministerie van Defensie. Daar was hij verantwoordelijk voor de planning en uitvoering van carrière en plaatsingen van circa 1500 mannelijke en vrouwelijke officieren beneden de rang van overste. Vervolgens volgde wederom een varende plaatsing. In 1974/75 werd hij geplaatst bij de Marinestafschool voor het volgen van een Hogere Krijgskundige Vorming en de Postacademische Leergang Buitenlandse betrekkingen.
Van eind 1975 tot medio 1977 voerde hij het bevel over de onderzeebootjager Hr. Ms. Zeeland. Aansluitend bekleedde hij de functie van Chef Staf van de Commandant van het Eskader tot medio 1978. Gedurende de twee daarop volgende jaren was hij werkzaam als Chef Kabinet van de Bevelhebber der Zeestrijdkrachten Henk van Beek tevens Chef van de Marinestaf te 's-Gravenhage. Vervolgens kreeg hij tot eind 1981 het bevel over Hr. Ms. De Ruyter, achtereenvolgens het vlaggenschip van het Nederlandse Eskader en het NAVO-vlootverband STANAVFORLANT.
Ten slotte volgde op 7 mei 1982 zijn benoeming tot Commandant der Zeemacht Nederland. Vanuit het commandementsgebouw 'Het Paleis' in Den Helder had hij als Vlootvoogd namens de Minister van Defensie de beslissingsbevoegdheid over het marinepersoneel. In die hoedanigheid vervulde hij tevens de functies van:
- Voorzitter van de commissie van toezicht op het Marinemuseum.
- Onderbevelhebber van de NAVO Commander in Chief Eastern Atlantic en Channel (COMBENECHAN)
- Admiraal Benelux (ABNL)

Op 1 juli 1986 beëdigde hij aan boord van Hr. Ms. De Ruyter toenmalig prins Willem Alexander als luitenant ter zee der derde klasse.

## Onderscheidingen
- Ridder in de Orde van de Nederlandse Leeuw
- Officier in de Orde van Oranje-Nassau met de zwaarden
- Grootofficier in de Kroonorde van België